# Gustaf Dalman
Gustaf Hermann Dalman, född 9 juni 1855 i Niesky, död 19 augusti 1941 i Herrnhut, var en tysk evangelisk teolog. Han var en framstående kännare av senjudisk litteratur och Palestinas arkeologi.
Dalman hette ursprungligen Marx, men antog namnet Dalman efter sina svenska förfäder på mödernet. Han var bror till Karl Marx. Dahlmanblev privatdocent och 1895 e.o. professor vid Leipzigs universitet. Åren 1902-1914 var han föreståndare för det i Jerusalem upprättade tyska arkeologiska institutet. 1917 blev han ordinarie professor i Gamla testamentets exegetik vid Greifswalds universitet.
Under sin vistelse i Jerusalem var Dalman svensk generalkonsul där och fick avsked från denna syssla först 1921. Vintern 1917-1918 höll han på kallelse av Olaus Petristiftelsen föreläsningar i Uppsala och Stockholm över "Orter och vägar i Jesu liv", vilka utkom i tryck på både svenska och tyska. Han utgav Palästina-Jahrbuch 1905-1926, och från 1924 Schriften des deutschen Palästina-Instituts. År 1918 blev han teologie hedersdoktor vid Lunds universitet.

## Övriga skrifter i urval
- Der leidende und sterbende Messias (1888)
- Grammatik des judisch-palästinischen Aramäisch (1897; andra upplagan 1905; nyutgåva 1989)
- Aramäisch-neuhebräisches Wörterbuch (1905; tredje upplaga 1938)
- Die Worte Jesu (I 1898, II 1922)
- Petra und seine Felsenheiligtumer (1908)
- Palästinische Forschungen (2 band, 1908-12)
- Neue Petra-Forschungen (1912)
- Orter och vägar i Jesu liv. Olaus-Petri föreläsningar (1918, utgavs på tyska 1919)
- Jesus-Jeschua (1922)
- Ergänzungen (1929)
- Jerusalem und sein Gelände (1930)
- Die Worte Jesu. Mit Berücksichtigung des nachkanonischen jüdischen Schrifttums und der aramäischen Sprache
  - Band 1: Einleitung und wichtige Begriffe, mit Anhang: A) Das Vaterunser, B) Nachträge und Berichtigungen (1930)
  - Band 2: Jesus-Jeschua. Die drei Sprachen Jesu, Jesus in der Synagoge, auf dem Berg, beim Passahmahl, am Kreuz (1922)